# A szabad szoftver története
Ez a cikk összefoglalja a szabad szoftver időrendi fejlődését a jelenség megjelenése óta.

## 1983 előtt
Olyan programozóközösségek, melyeket a mai szabad szoftver közösséghez lehet hasonlítani, már hosszú ideje léteztek a szabad szoftver mozgalom előtt is és a „szabad szoftver” terminus is létezett.
Richard Stallman szerint, a Massachusetts Institute of Technology-n (MIT)
a szoftvermegosztó közösség már sok-sok éve létezett, mikor ő 1971-ben bekapcsolódott a munkába.
További példák lehetnek az olyan nagyobb felhasználói csoportok, mint az IBM 701-é, melyet SHARE-nek neveztek, vagy a Digital Equipment Corporation-é (DEC), ahol DECUS volt a felhasználói csoport neve.
A szoftvert többnyire egyetemi tanárok és vállalati kutatók állították elő, egymással együttműködve és önmagában nem tekintették árucikknek.  Az olyan operációs rendszereket, mint például az Unix korai változatai, a felhasználói közösség széleskörűen terjesztette és karbantartotta.
A forráskódot, vagyis a szoftver emberek által olvasható változatát, a szoftverrel együtt terjesztették, mivel a felhasználók gyakran maguk is változtattak a kódon, azért, hogy kijavítsanak apróbb hibákat, vagy újabb működéseket (funkciókat) vezessenek be.
Ebben a korszakban tehát a szoftver főként szabad szoftver volt, nem azért, mert erre bármilyen közös erőfeszítést tettek volna, sokkal inkább azon egyszerű oknál fogva, hogy a felhasználói közösség fejlesztette.
Az UNIX korai változatait ingyen terjesztették ugyan, de mivel ezekhez a változatokhoz még nem mellékeltek engedélyt arra, hogy továbbterjesszék őket vagy a módosított változataikat, nem tekinthetőek szabad szoftvernek.
Az 1970-es évek végén és az 1980-as évek elején a vállalatok rutinszerűen kezdték korlátozni a programozók szabadságjogait  a copyright segítségével.
Erre néha azért került sor, mert a cégek ekkorra már profitot termeltek a kereskedelmi szoftverekkel.
Bill Gates már 1976-ban előrejelezte a korszakváltást, amikor megírta az azóta híressé vált Open Letter to Hobbyists című írását, amelyben arról próbálja meggyőzni az olvasót, hogy az a folyamat, melyet a hackerek „megosztásnak” neveznek valójában „lopás”.
1983 előtt is írtak már néhány szabad szoftvert, de ezek közül csak a TeX és a  SPICE nevekre hallgató programokat használták még ezután hosszú ideig.

## A GNU és az FSF kezdetei (1983-1990)
1983-ban, Richard Stallman útnak indította a GNU Projekt-et,
azzal a céllal, hogy egy olyan komplett operációs rendszert fejlesszen ki, amelynek forráskódja és annak felhasználása mindenféle jogi megkötéstől mentesül.
Az a bizonyos tény, amely ezt motiválta, úgy mondják, többek között egy olyan eset volt, amikor egy nyomtató nem akart működni, és a felhasználók nem tudták megoldani ezt a problémát, abból a prózai okból, hogy nem férhettek hozzá egy program forráskódjához (jogi okokból).
A GNU projekt és a GNU kiáltvány (manifesto) kialakulásához a végső lökést azonban egy nézeteltérés adta amely Stallman (RMS) és a Symbolics, Inc. között alakult ki azzal kapcsolatban, hogy RMS milyen mértékben férhet hozzá azokhoz a változtatásokhoz, amelyeket a  Symbolics  cég végzett egy olyan programhoz, melyet ő írt.
Nem sokkal az indulás után kiötlötte a  "szabad szoftver" fogalmát és megalapította a Free Software Foundation-t (Szabad Szoftver Alapítvány) a célból, hogy elterjedhessen a fogalom és 1986 februárjában kiadta a The Free Software Definition-t (szabad szoftver definíció).
1989-ben megjelent a GNU General Public License első változata. Második változatát (2. verziója), amelyen kisebb pontosításokat végeztek, 1991-ben adták ki.
1989-ben néhány GNU fejlesztő megalapította a Cygnus Solutions nevű céget.
A GNU projekt tervezett rendszermagja – melynek később a  GNU Hurd nevet adták – folyamatosan késett, de a rendszer legtöbb komponense 1991-re elkészült.
Ezek némelyikét – különösen a  GNU Compiler Collection-t,  sokan piacvezetőnek tekintik – joggal.

## GNU+Linux (1991–)
1992-ben szabad szoftverként közkinccsé tették azt a rendszermagot, amelynek fejlesztését az előző évben Linus Torvalds indított el. Ebben ez időben a GNU projekt keretein belül minden olyan dolgot létrehoztak, vagy beintegráltak a projektbe, amely egy operációs rendszerhez szükséges – a rendszermag kivételével.
A Linux rendszermag és a GNU rendszer ötvözésével 1983 óta először létrejött az első olyan komplett operációs rendszer, amely szabad szoftver volt.

## A szabad BSD-k korszaka (1993–)
Közben 1993-ban véget ért a per és a  FreeBSD-t és a  NetBSD-t – melyek közül mindkettő a  386BSD-ből származik – szabad szoftverként közrebocsátották.
Az OpenBSD a NetBSD-ből vált ki 1995-ben. Ezután még további elágazott projektek is létrejöttek.

## A dotcom évei (1990-es évek vége)
Az 1990-es évek közepétől az évtized végéig számos weblap-alapú vállalat jött léte, ebben az időben vált igen népszerűvé egy webkiszolgáló rendszer, amely szabad szoftver.
Ebben az időben szerezte meg az Apache HTTP Server a legtöbbet használt webkiszolgáló szoftvernek járó megtisztelő címet – ezt a címet még máig (2008) megtartotta. A webes környezetben piacvezető szabad szoftverek, a
Linux, Apache, MySQL, PHP összefoglaló nevet is kaptak LAMP néven.
1998 márciusában a  Netscape Communications Corporation népszerű webböngésző csomagjuk (a Netscape Communicator) forrásmagjának nagy részét közrebocsátják egy általuk írt szabad szoftver licenc (a Netscape Public License) feltételei mellett.
Ebből jött létre később a Mozilla programcsomag és a Mozilla Firefox webböngésző.
A Mozilla programcsomag eredeti felhasználási szerződését később egy hármas licencre cserélték, melynek a GNU GPL is része.
1999 augusztusában a Sun Microsystems a StarOffice irodai programcsomagot szabad szoftverként közrebocsátotta a GNU General Public License szerződés feltételei mellett.
Ennek a szabad szoftvernek később az OpenOffice.org nevet adták, amely mellett továbbra is létezik a StarOffice, mint az OpenOffice.org-ra épülő kereskedelmi változat.

## A dotcom-válságtól napjainkig (2001–)
A dotcom lufi kipukkanása és az olyan nyílt forráskódú szoftverekre építő cégek, mint a Google sikere a nyílt forráskód irányába terelt számos vállalatot és intézményt.
2005 szeptemberében Massachusetts állam 2 éves vizsgálat után elvetette a Microsoft zárt XML alapú dokumentumformátumát (ma Microsoft Office Open XML), és a nyílt OASIS-szabvány OpenDocument bevezetése mellett döntött, amelyet akkor még csak nyílt forráskódú programok támogattak. A piaci verseny visszaállását ezen a téren jól jelzi, hogy az USA államainak közigazgatásában közel 100%-os részesedést kivívó Microsoft kezdeti kijelentéseire rácáfolva következő Office változatában már támogatni fogja az OpenDocumentet (viszont saját formátumát, amit azóta sikerült erősen vitatott körülmények között nyílt ISO-szabványnak elfogadtatni, még nem).
2007-ben a Sun Microsystems bejelentette, hogy kiadják a Java platformot, a Java programozási nyelv és környezet referenciamegvalósítását a GNU General Public License szerződés feltételei mellett, ami egy-két kisebb komponens kivételével meg is történt.
Az Oracle, a vezető adatbázis-kezelő gyártójának kiemelt, támogatott platformja ma a Linux.
2014 júniusában a világ legnagyobb számítási teljesítményű szuperszámítógépeinek (TOP500) 97%-át Linux operációs rendszer működtette, a TOP500 összesített teljesítményének 98,2%-áért felelve.

## Szabad szoftver törvények (2000 után)
Számos országban és az Európai Unióban is rámutattak arra, hogy a piaci verseny lelassult az informatikai szektorban a kereskedelmi gyártóktól való erős függés miatt, így elő kell segíteni a nyílt szabványok és nyílt forráskód használatát.
2006 januárjában Venezuelában (Hugo Chávez elnöksége alatt) életbe lépett egy szabad szoftver törvény. A 3.390 számú direktíva alapján minden kormányzati szervezet számára kötelező a szabad szoftverre való áttérés kétéves periódus során.
2007-ben a holland gazdasági minisztérium olyan rendeletet hozott, ami 2008 áprilisától a minisztériumok és a kormányhivatalok, 2008 decemberétől pedig a többi közhivatal átállását írja elő a nyílt dokumentumformátumok és nyílt forráskódú programok használatára.